# Who You Love
"Who You Love" là một bài hát được thu âm bởi John Mayer hợp tác cùng Katy Perry nằm trong album phòng thu thứ sáu của Mayer, Paradise Valley (2013). "Who You Love" xuất hiện với vai trò là bài hát thứ sáu trong album và là đĩa đơn thứ ba từ đĩa nhạc. Mayer đồng sáng tác bài hát với Perry, đồng sản xuất với Don Was và phát hành dưới dạng tải xuống trên Internet vào ngày 12 tháng 8 năm 2013. Về mặt ca từ, "Who You Love" là một bản ballad lấy chủ đề việc chấp nhận yêu một ai đó, trên lý thuyết "you love who you love" (yêu người mình thích). Bài hát đã được các nhà phê bình khen ngợi và nhận được hầu hết các đánh giá tích cực.

## Xếp hạng
| Bảng xếp hạng (2013–14)                      | Vị trí cao nhất |
| -------------------------------------------- | --------------- |
| Australia (ARIA)                             | 83              |
| Canada (Canadian Hot 100)                    | 70              |
| Japan Adult Contemporary Airplay (Billboard) | 37              |
| Lebanon (The Official Lebanese Top 20)       | 19              |
| Hoa Kỳ Billboard Hot 100                     | 48              |
| Hoa Kỳ Hot Rock Songs (Billboard)            | 11              |
| Hoa Kỳ Adult Pop Airplay (Billboard)         | 18              |

| Bảng xếp hạng (2013)          | Vị trí |
| ----------------------------- | ------ |
| US Hot Rock Songs (Billboard) | 73     |

| Bảng xếp hạng (2014)          | Vị trí |
| ----------------------------- | ------ |
| US Hot Rock Songs (Billboard) | 53     |

## Chứng nhận
| Quốc gia                                                    | Chứng nhận | Số đơn vị/doanh số chứng nhận |
| ----------------------------------------------------------- | ---------- | ----------------------------- |
| Hoa Kỳ (RIAA)                                               | Gold       | 500.000‡                      |
| ‡ Chứng nhận dựa theo doanh số tiêu thụ và phát trực tuyến. |            |                               |